# Harold Kauffman
Harold Meredith Kauffman (* 20. Dezember 1875 in St. Louis, Missouri; † 9. Dezember 1936 ebenda) war ein US-amerikanischer Tennisspieler.

## Biografie
Kauffman nahm an den Olympischen Sommerspielen 1904 in St. Louis am Tenniswettbewerb teil. Einzig im Doppel ging er an den Start. Dort gewann er mit seinem Partner Hugh Jones das erste Match gegen Frederick Semple und George Stadel in zwei Sätzen. Gegen Joseph Wear und Allen West verloren sie im Achtelfinale in drei Sätzen.
Kauffman studierte an der Yale University und arbeitete für die Kauffman Milling Co., das Unternehmen der Familie, bis 1901. Später ging er zu G. H. Walker & Co., einer Bank- und Maklerfirma.